# UZ-Baureihe ДЭЛ-02
Der Dieseltriebwagen ДЭЛ-02 (DEL-02) ist ein bei der Lokomotivfabrik Luhansk in Luhansk für die Eisenbahnen in der Ukraine speziell für den schnellen Vorortverkehr auf nichtelektrifizierten Breitspurstrecken in gemäßigter klimatischer Umgebung geschaffener Triebzug. Er wurde von 2003 an hergestellt. Zum Stand Juni 2012 wurden bisher sechs Fahrzeuge gefertigt.

## Geschichte
Den aktuellen Entwicklungsstandards des Fahrzeugbaues folgend, bestand auch für die Ukrsalisnyzja die Frage nach der Konstruktion eines Dieselzuges mit elektrischer Kraftübertragung mittels Wechselstrom bei gleichzeitiger Ausnutzung von Drehstromfahrmotoren. Daher entstand in der Lokomotivfabrik Luhansk der Versuchszug ДЭЛ-01 (DEL-01).
Die Resultate der Erprobung bestätigten die konstruktiven Grundentscheidungen. Auf der Grundlage des Diesel-Zuges ДЭЛ-01 wurden die Steuersysteme überarbeitet und die Ausrüstung komplettiert. Gleichzeitig mit dieser Modernisierung wurde der Dieselzug ДЭЛ-02 (DEL-02) gebaut, welcher sich von dem Versuchszug durch ein neues Design des Wagenkastens unterschied. Außerdem wurde die Diesel-Generator-Einheit der elektrischen Kraftübertragung unter dem Wagenboden angeordnet. Die Lokführerkabine wurde anhand des Designs von Lokomotiven nach dem Patent UA 12-03 vom 12. Juni 2003 gebaut.

## Gesamte Beschreibung des Fahrzeuges
Der Zug ist für die Beförderung von Fahrgästen im Vorortverkehr in Regionen mit gemäßigtem Klima auf nicht elektrifizierten Strecken mit einer Spurweite von 1520 mm bestimmt.
Üblich verkehren zwei Motorwagen mit einem mittleren Beiwagen. Die elektrische Ausrüstung ermöglicht den Betrieb von zwei gekuppelten Diesel-Zügen über Vielfachsteuerung.
Die Gesamtzahl an Sitzplätzen in dem Zug beträgt 336. Im Motorwagen befinden sich je 100 Sitzplätze, im Beiwagen 136.

## Technische Charakteristik
Die Kraftübertragung des Dieselzuges ist dieselelektrisch mit Wechselstrom, bestehend aus dem Dieselmotor, dem Traktionsgenerator, der Gleichrichter-Inverter-Einheit für die Erzeugung von Drehstrom und den zwei Drehstrom-Fahrmotoren vom Typ АД-906 (AD-906). Gespeist werden die beiden Fahrmotoren von einem autonomen Spannungs-Inverter. Der Mikroprozessorblock der Steuerung kontrolliert die optimale Funktion der Elektroübertragung in den verschiedenen Systemen des Antriebs.
Die Krafteinheit des Dieselzuges ist in jedem Motorwagen vorhanden. Sie besteht aus dem Dieselmotor vom Typ 12V 183 DE der Firma MTU, dem Traktionsgenerator, produziert von der Firma ООО НИИ «Преобразователь» („NII-Wandler“), Luftfiltern, Heizkörpern und Dämpfern. Im Antriebsmodul ist gleichfalls die Stromversorgung der Steuerung, der Beleuchtung und der Aufladung der Akku-Batterie angeordnet. Die gesamte Krafteinheit ist unter dem Wagenkasten angeordnet. Der Dieselmotor ist ein 12-Zylinder-Viertakt-Dieselmotor mit Aufladung und Flüssigkühlung. Die Leistung jedes Dieselmotors beträgt 550 kW. Der Vorrat an Kraftstoff für den gesamten Zug beträgt 1.500 l, die Kraftstoffbehälter sind am Rahmen des Motorwagens befestigt.